# Персьцець
Персьцець (пол. Pierściec) — село в Польщі, у гміні Скочув Цешинського повіту Сілезького воєводства.
Населення — 1913 осіб (2011).
У 1975-1998 роках село належало до Бельського воєводства.

## Демографія
Демографічна структура станом на 31 березня 2011 року:
|          | Загалом | Допрацездатний вік | Працездатний вік | Постпрацездатний вік |
| -------- | ------- | ------------------ | ---------------- | -------------------- |
| Чоловіки | 941     | 227                | 631              | 83                   |
| Жінки    | 972     | 238                | 554              | 180                  |
| Разом    | 1913    | 465                | 1185             | 263                  |